# الجبل الأسود واليورو

الدول الأعضاء في الاتحاد الأوروبي

  في منطقة اليورو
  ضمن ERM II، دون استثناء (بلغاريا)
  ضمن ERM II، بموجب استثناء (الدنمارك)
  ليست ضمن ERM II،لكن ستنضم عند تحقيق معايير التحول إلى اليورو (جمهورية التشيك ‏، المجر ‏، بولندا ‏، رومانيا ‏، والسويد ‏)

دول ليست أعضاء في الاتحاد الأوربي

  تستخدم اليورو وفق اتفاقية (أندورا، موناكو، سان مارينو، الفاتيكان وأندورا)
  تستخدام اليورو من جانب واحد (كوسوفو والجبل الأسود)

الجبل الأسود هي دولة تقع في جنوب شرق أوروبا، وهي ليست عضوًا في الاتحاد الأوروبي ولا منطقة اليورو؛ كما أنها لا تمتلك اتفاقية نقدية رسمية مع الاتحاد الأوروبي أيضًا. ومع ذلك، فهي واحدة من الإقليمين (إلى جانب كوسوفو) اللذين تبنتا اليورو من جانب واحد في عام 2002 كعملة محلية بحكم الأمر الواقع.   وهذا يعني أنه على الرغم من أن اليورو ليس عملة قانونية هناك، فإنه يُعامل على هذا النحو من قبل الحكومة والسكان. 

## تاريخ
في أوائل القرن العشرين، خلال فترة مملكة الجبل الأسود قصيرة العمر، قدمت الحكومة عملة الجبل الأسود من عام 1906 إلى عام 1918. ومع ذلك، تم استخدام عملات أجنبية أخرى بالتوازي، مثل الكرونة النمساوية.  من عام 1922 إلى عام 1941، كجزء من مملكة الصرب والكروات والسلوفان، المعروفة فيما بعد باسم مملكة يوغوسلافيا، استخدمت الجبل الأسود العملة الرسمية للبلاد، الدينار اليوغوسلافي. 

### الدينار اليوغوسلافي

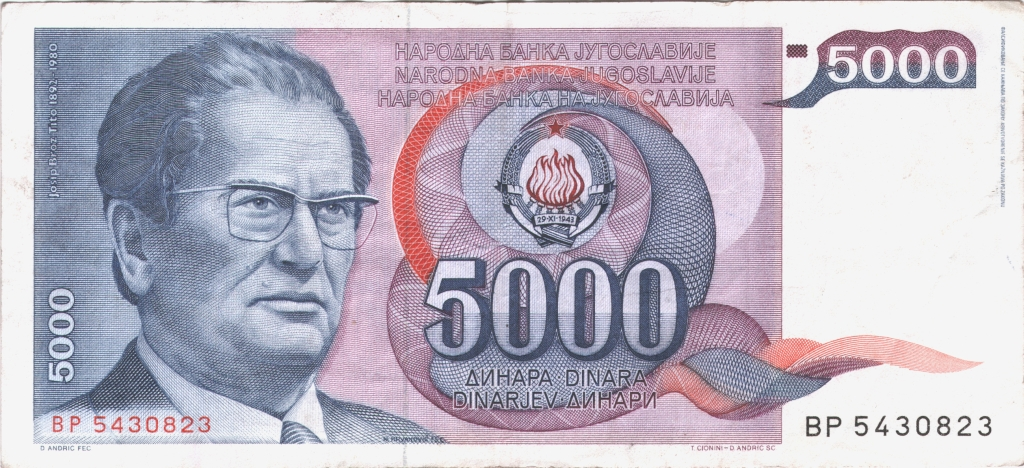
ورقة نقدية فئة 5000 دينار (1985)

بعد أن أصبحت الجبل الأسود جزءًا من جمهورية يوغوسلافيا الاشتراكية الاتحادية بعد الحرب العالمية الثانية، أصبحت ملتزمة بالسياسة النقدية اليوغوسلافية واستخدمت الدينار اليوغوسلافي كعملة رسمية حتى عام 1999.  بعد تفكك يوغوسلافيا في عام 1992، شكلت الجمهوريات الأعضاء السابقة - الجبل الأسود وصربيا - جمهورية يوغوسلافيا الاتحادية. في الدولة الجديدة، تمت إعادة مركزية النظام النقدي، حيث فقد البنك الوطني في الجبل الأسود استقلاليته وأصبح مكتبًا إقليميًا للبنك الوطني اليوغوسلافي ومقره في بلغراد. 
لقد تم إرساء مستوى عال من المركزية النقدية والمالية، والتي كانت سهلة التلاعب والتي سمحت بالعديد من سوء الاستخدام بسبب عدم وجود أي دولة قانونية وانضباط مالي، وقد أدى هذا إلى التضخم المفرط في الفترة 1992-1994.  بعد انهيار السوق المشتركة واندلاع الحرب في وقت واحد في جمهوريتين يوغوسلافيتين سابقتين، بلغ معدل التضخم الشهري في صربيا والجبل الأسود 50% في فبراير 1992، وبلغ 100% في يونيو من نفس العام.  وقد تسبب هذا في حدوث تضخم مفرط شديد ومستمر، وهو أحد أسوأ وأطول حالات التضخم في التاريخ، مما أدى إلى تدمير المنطقة.  يُعتبر الدينار اليوغوسلافي واحدًا من أسوأ العملات أداءً في العالم. 

### المارك الألماني

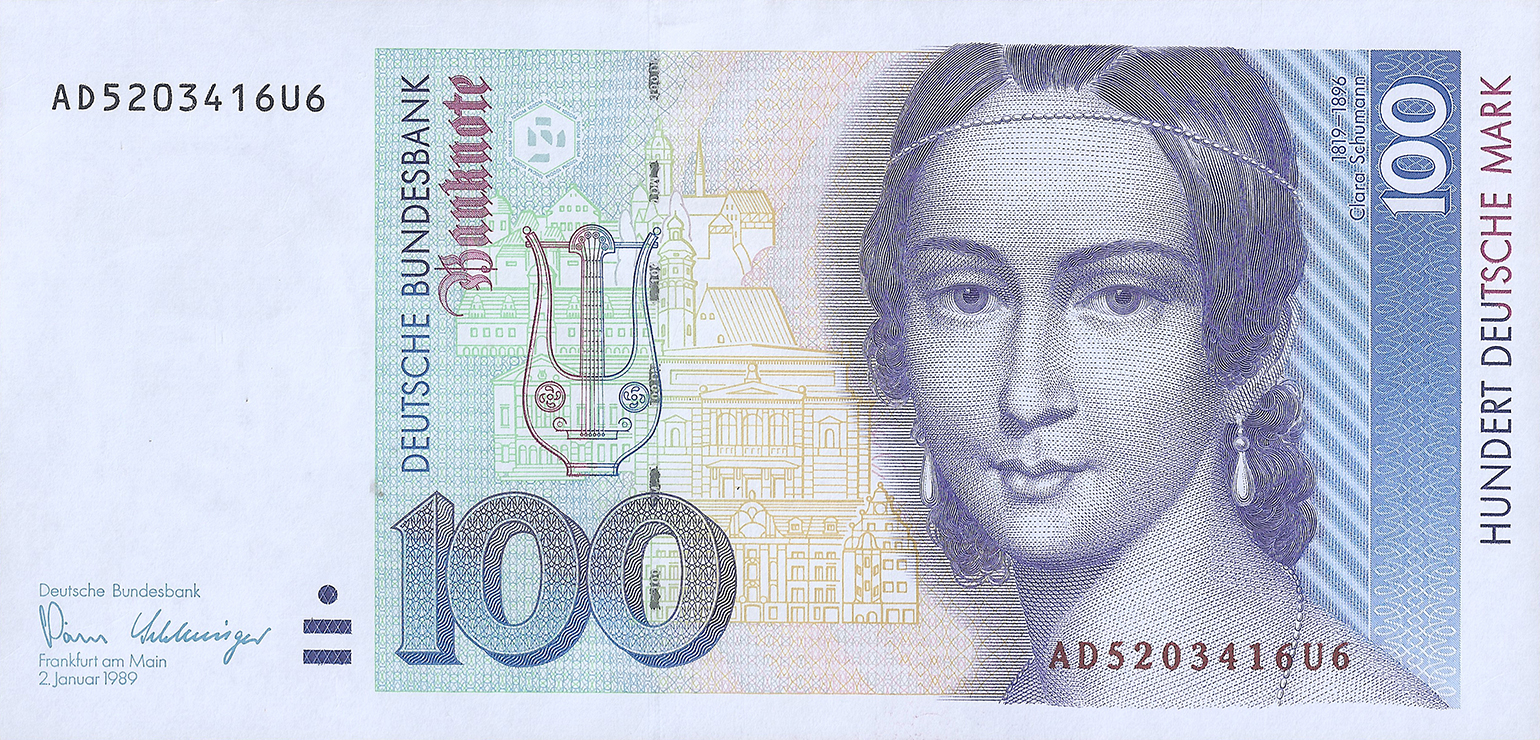
ورقة نقدية بقيمة 100 مارك

في بداية عام 1999، بدأت الحكومة في البحث عن طريقة لحماية المصالح الاقتصادية للجبل الأسود واستقلالها النقدي.  أنشأت الحكومة نظامًا نقديًا مزدوجًا، يتم فيه استخدام الدينار والمارك الألماني. وكان القرار في هذا الصدد مدفوعًا بشكل أساسي بموقف السياسة النقدية التوسعية غير المستقرة للبنك الوطني اليوغوسلافي.  
وقد أدى إدخال الدولرة، فضلاً عن تحسن الوضع في القطاعات النقدية والمالية والمصرفية في الجبل الأسود، إلى زيادة ثقة المواطنين في النظام النقدي الجديد.  منذ يناير 2001 قررت الدولة اعتماد المارك الألماني كعملة قانونية وحيدة،  وذلك لأن كمية كافية من المارك الألماني كانت متداولة، ولهذا السبب لم تكن هناك حاجة لاستخدام الدينار كعملة وطنية. 

### اليورو

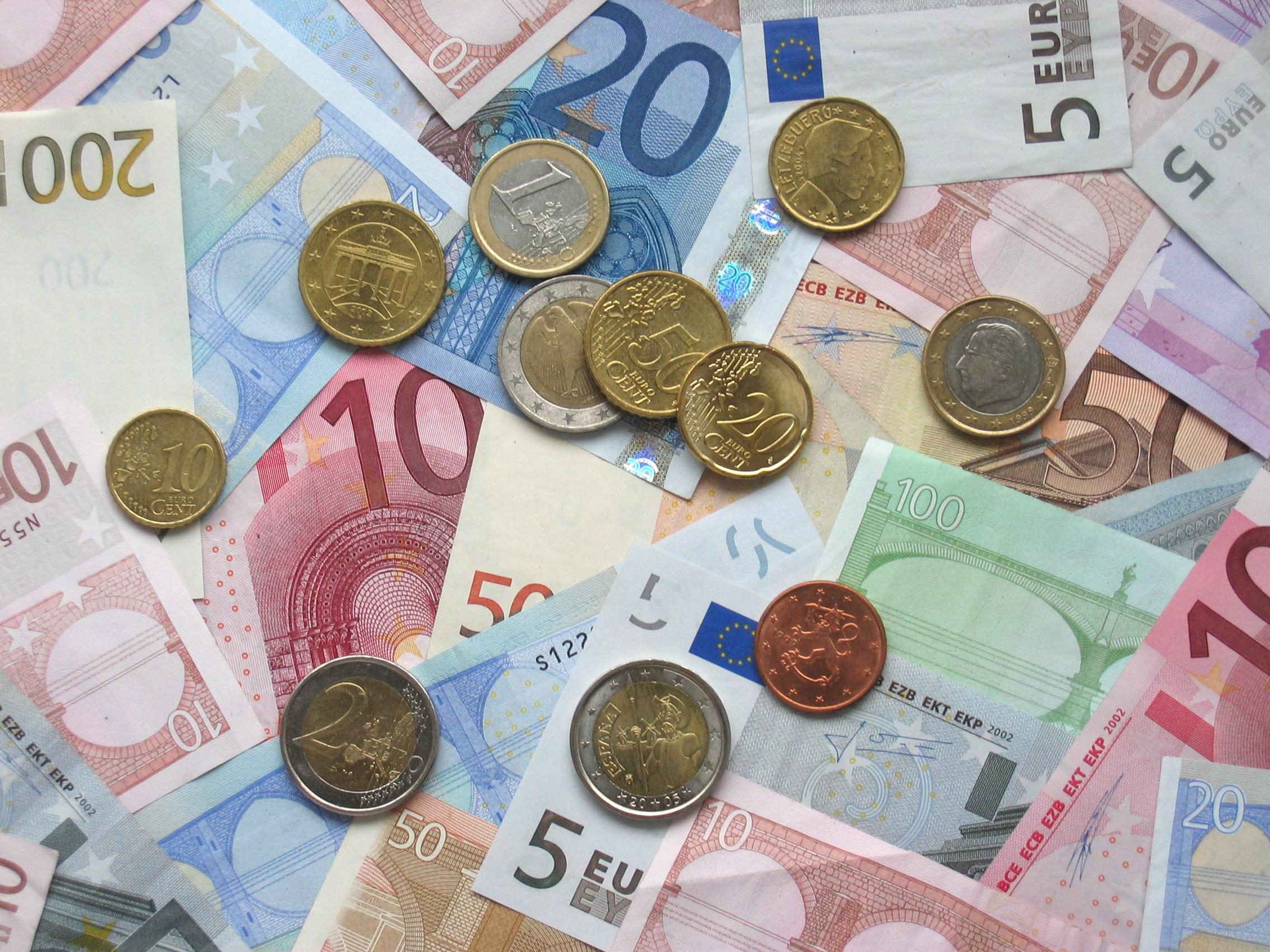
عملات اليورو والأوراق النقدية من فئات مختلفة

في الأول من يناير 2002، طُرحت أوراق اليورو والعملات المعدنية رسميًا للتداول في العديد من البلدان الأوروبية، بما في ذلك ألمانيا، حيث كان المارك الألماني هو العملة الرسمية.  وهكذا توقف المارك الألماني عن كونه عملة قانونية فور اعتماد اليورو. وفي أعقاب هذه الأحداث في بداية عام 2002، اتخذت جمهورية الجبل الأسود قرارًا رسميًا ومن جانب واحد باعتماد اليورو، أولاً كعملة قانونية موازية للمارك الألماني، ومنذ مارس 2002 باعتباره العملة القانونية الوحيدة.  وكانت الدوافع الرئيسية هي نفسها كما كانت من قبل ــ ضمان الاستقرار النقدي ومواصلة تجنب التضخم المرتفع/المفرط الذي حدث في العقود السابقة.  حتى الآن لا توجد علاقات أو اتفاقيات رسمية بين الجبل الأسود والبنك المركزي الأوروبي توافق على استخدام اليورو كعملة رسمية.

## العملات المعدنية
على عكس أعضاء منطقة اليورو، ليس لدى الجبل الأسود أي سلطة لسك عملات اليورو الخاصة به وبالتالي ليس لديها جانب وطني خاص بها من العملات المعدنية قيد الاستخدام. بل يعتمدوا على الأوراق النقدية والعملات المعدنية المتداولة بالفعل.
لدى دول منطقة اليورو وجه مشترك يصور خريطة أوروبا، ولكن لديها تصميمها الخاص على الوجه الأمامي، مما يعني أن كل عملة تحتوي على مجموعة متنوعة من التصاميم المختلفة المتداولة في وقت واحد. أربع دول أوروبية صغيرة (أندورا، وموناكو، وسان مارينو، ومدينة الفاتيكان)   تستخدم اليورو كعملة لها أيضًا الحق في سك العملات المعدنية بتصميماتها الخاصة على الوجه الأمامي. 

## موقف الاتحاد الأوروبي
عندما بدأت الجبل الأسود في استخدام اليورو كعملة وطنية، لم يعترض البنك المركزي الأوروبي في البداية على هذه الخطوة.  ولكن منذ ذلك الحين، أعربت المفوضية الأوروبية والبنك المركزي الأوروبي عن استيائهما من استخدام الجبل الأسود لليورو من جانب واحد، حيث قالت المتحدثة باسم المفوضية الأوروبية أميليا توريس في عام 2007 إن "شروط تبني اليورو واضحة. وهذا يعني، أولاً وقبل كل شيء، أن تكون عضوًا في الاتحاد الأوروبي".  كما ورد في الإعلان المرفق باتفاقية الاستقرار والشراكة مع الاتحاد الأوروبي أن: "التقديم الأحادي لليورو غير متوافق مع المعاهدة". وعلى الرغم من ترشيح الجبل الأسود في عام 2010،  إلا أن الاتحاد الأوروبي استمر في التشكيك في استخدام الجبل الأسود لليورو.  وفي نهاية المطاف، أقرت المفوضية الأوروبية هذا الاستخدام من خلال نهج محدد، أخذ في الاعتبار أن اليورو حدث بسبب "ظروف استثنائية" كانت موجودة في البلاد عندما تم تقديم اليورو.  ونتيجة لذلك، لا تزال جمهورية الجبل الأسود تستخدم عملة اليورو باعتبارها عملتها القانونية، وتأمل في الانضمام إلى الاتحاد الأوروبي في أقرب وقت ممكن.

## موقف الجبل الأسود
وقد أشار مسؤولون في البنك المركزي في الجبل الأسود في عدة مناسبات إلى أن المؤسسات الأوروبية تتوقع من الجبل الأسود الالتزام بشكل صارم بقواعد آلية أسعار الصرف الأوروبية، كجزء من إجراءات الانضمام إلى الاتحاد الأوروبي.  في عام 2009، أشار نيكولا فابريس، كبير خبراء الاقتصاد في البنك المركزي في الجبل الأسود، إلى أن الوضع كان مختلفًا عندما تبنت الجبل الأسود اليورو، وأن الدول الأخرى التي فكرت في تبني اليورو من جانب واحد، مثل البوسنة والهرسك، سوف تواجه عقوبات من الاتحاد الأوروبي بما في ذلك تعليق عملية انضمامها. 
وكان من المتوقع أن يتم حل النزاع المتعلق باستخدام اليورو من قبل المحللين خلال مفاوضات الانضمام.  وأشار الدبلوماسيون إلى أنه من غير المرجح أن تضطر الجبل الأسود إلى وقف تداول اليورو.  في عام 2013، صرح رادويي زوغي، وزير مالية الجبل الأسود، "سيكون من غير المنطقي اقتصاديًا العودة إلى عملة خاصة بك، ثم العودة إلى اليورو لاحقًا".  وبدلاً من ذلك، يأمل أن يُسمح للجبل الأسود بالاحتفاظ باليورو، ووعد بأن "حكومة الجبل الأسود سوف تلبي بعض الشروط المهمة للاحتفاظ باليورو، مثل الامتثال المالي".

## الحالة الحالية
في عام 2007، وقعت الجبل الأسود اتفاقية الاستقرار والشراكة مع الاتحاد الأوروبي،  ثم قدمت طلبها للعضوية في ديسمبر 2008 وحصلت أخيرًا على وضع المرشح الرسمي في عام 2010.  في عام 2012، أصبحت الجبل الأسود أول دولة من دول غرب البلقان الست الحالية تبدأ مفاوضات الانضمام إلى الاتحاد الأوروبي، وحتى الآن، وفقًا للعديد من المسؤولين، فهي رائدة على الطريق نحو عضوية الاتحاد الأوروبي. 
وفي إطار المفاوضات الجارية، سيتعين على الاتحاد الأوروبي التعامل مع هذه الحالة غير المسبوقة حيث تسعى دولة تستخدم بالفعل العملة المشتركة دون تنفيذ جميع الشروط الاقتصادية الإلزامية، إلى الانضمام إلى الاتحاد الأوروبي ومنطقة اليورو. وقد تم تحديد هذه الشروط (معايير التقارب) في المادة 140 (1) من معاهدة عمل الاتحاد الأوروبي من أجل ضمان استعداد دولة معينة للاندماج في النظام النقدي لمنطقة اليورو.  هناك أربعة معايير للتقارب الاقتصادي: 
1. استقرار الأسعار: لا يمكن لمعدل التضخم أن يكون أعلى من 1.5 نقطة مئوية فوق معدل الدول الأعضاء الثلاث ذات الأداء الأفضل.
2. المالية العامة السليمة والمستدامة: لا يمكن أن يتجاوز العجز الحكومي 3% من الناتج المحلي الإجمالي. لا يمكن أن يتجاوز الدين الحكومي 60% من الناتج المحلي الإجمالي.
3. استقرار سعر الصرف: يتعين على المرشح المشاركة في آلية سعر الصرف (ERM II) لمدة عامين على الأقل دون انحرافات قوية عن سعر الصرف المركزي ودون خفض قيمة سعر الصرف المركزي الثنائي لعملته مقابل اليورو في نفس الفترة.
4. أسعار الفائدة طويلة الأجل: لا ينبغي أن يكون سعر الفائدة طويل الأجل أعلى من نقطتين مئويتين فوق معدل الدول الأعضاء الثلاث الأفضل أداءً من حيث استقرار الأسعار.

وبالإضافة إلى ذلك، يتعين على الدول المرشحة للانضمام إلى منطقة اليورو أن تضمن أيضاً أن قوانينها وقواعدها الوطنية تنص على استقلال بنوكها المركزية الوطنية، وأن تكون أنظمتها متوافقة مع أحكام المعاهدات ومتوافقة مع قوانين البنك المركزي الأوروبي والنظام الأوروبي للبنوك المركزية.
تنص معاهدة ماستريخت على أن جميع الدول الأعضاء في الاتحاد الأوروبي سوف تنضم في نهاية المطاف إلى منطقة اليورو، بمجرد استيفاء معايير التقارب.
حتى الآن، لا يزال الطريق الذي ستسلكه الجبل الأسود نحو الاتحاد الأوروبي، ومن ثم نحو عضوية منطقة اليورو، غير واضح. ويرى بعض الخبراء أنه في مثل هذا الوضع ينبغي تحديد معايير التقارب كشرط إضافي لعضوية الجبل الأسود في الاتحاد الأوروبي، وينبغي الالتزام بها قبل انضمام البلاد إلى الاتحاد. 

## ملحوظات
1. ↑  اليورو أحادي الجانب (أو الدولرة) هي عملية تتخلى فيها الدولة عن امتلاك عملتها الخاصة ويصبح اليورو (أو الدولار الأمريكي) العملة القانونية على أراضيها. وحتى الآن، لم تقرر سوى دول قليلة في العالم اختيار مثل هذا النظام النقدي.
2. ↑  أندورا، موناكو، سان مارينو، ومدينة الفاتيكان لديها اتفاقيات رسمية مع الاتحاد الأوروبي لاستخدام اليورو كعملة رسمية وإصدار عملاتها المعدنية الخاصة.